# Clube Bahiano de Tênis
Le Clube Bahiano de Tênis est un club omnisports brésilien basé à Salvador dans l'État de Bahia. Il a été fondé en 1916 sous forme de club de tennis, mais a été principalement actif dans le football.

## Palmarès
- Championnat de Bahia :
  - Champion : 1927